# Stillmatic
Stillmatic é quinto álbum de estúdio do rapper Nas, lançado em 18 de Dezembro de 2001 pela Columbia Records nos Estados Unidos. Em contraste ao seus trabalhos anteriores com temas de gangsta rap, este álbum contém temas sociais conscientes e filosóficos similares aos do seu álbum de estreia, Illmatic (1994). As composições de Nas aderem tópicos como a vida no gueto, políticas americanas e estrangeiras, e sua richa com o rapper Jay-Z.
Stillmatic serviu como um sucesso crítico e comercial que ajudou a re estabilizar a carreira de Nas, após um período de desapontamento com os lançamentos de I Am... (1999) e Nastradamus (1999). O álbum estreou no número 8 da Billboard 200 americana com 342,000 cópias na sua semana de lançamento, eventualmente vendendo mais de 2,026,000 cópias nos Estados Unidos. Desde seu lançamento, Stillmatic recebeu no geral críticas positivas da maioria dos críticos musicais. O álbum recebeu a nota clássica de 5 microfones da revista The Source.

## Faixas
| #  | Título                             | Duração | Intérprete(s)                           | Produtor(es)                         | Samples |
| -- | ---------------------------------- | ------- | --------------------------------------- | ------------------------------------ | --- |
| 1  | "Stillmatic (The Intro)"           | 2:11    | Nas                                     | Hangmen 3                            | - Contains samples from "Let Me Be Your Angel" by Stacy Lattisaw, written by Narada Michael Walden and Benny Hull |
| 2  | "Ether"                            | 4:37    | Nas                                     | Ron Browz                            | - Contains the gunshot sample from "Knuckleheadz" by Raekwon - Contains samples from "Fuck Friendz" by 2Pac, written by Tupac Shakur - Contains samples from "Who Shot Ya?" by The Notorious B.I.G., written by Christopher Wallace                    |
| 3  | "Got Ur Self A..."                 | 3:48    | Nas                                     | Megahertz Music Group                | - Contains samples from "Woke Up This Morning" by Alabama 3, written by Chester Arthur Burnett, Simon Edwards, Piers Marsh, Rob Spragg and Jake Black                                                                                                  |
| 4  | "Smokin'"                          | 3:47    | Nas                                     | Nas & Precision                      | |
| 5  | "You're Da Man"                    | 3:26    | Nas                                     | Large Professor                      | - Contains samples from "Sugar Man" by Sixto Diaz Rodriguez, sometimes misattributed to DJ David Holmes - Contains samples from "Theme from Exodus" as written by Pat Boone & Ernest Gold - Contains samples from "Am Fenster" by the German band City |
| 6  | "Rewind"                           | 2:13    | Nas                                     | Large Professor                      | - Contains samples from "It's Yours" by T La Rock, written by Rick Rubin and Kevin Keaton - Contains samples from "Monkey Island" by The J. Geils Band - Contains samples from "I'm Not Rough" by The J. Geils Band                                    |
| 7  | "One Mic"                          | 4:28    | Nas                                     | Nas & Chucky Thompson for The Hitmen | - Contains samples from "In the Air Tonight" by Phil Collins - Contains samples from "I'm Gonna Love You Just a Little More Baby" (Drums) by Barry White                                                                                               |
| 8  | "2nd Childhood"                    | 3:51    | Nas                                     | DJ Premier                           | - Contains samples from "Born to Love" by Peabo Bryson & Roberta Flack, written by Peabo Bryson - Contains samples from "Da Bridge 2001" by QB's Finest - Contains samples from "N.Y. State of Mind Pt. II" by Nas                                     |
| 9  | "Destroy & Rebuild"                | 5:24    | Nas                                     | Baby Paul & Mike Risko               | - Contains samples from "The Bridge is Over" by Boogie Down Productions, written by Lawrence Parker and Scott La Rock |
| 10 | "The Flyest"                       | 4:38    | Nas (feat. AZ)                          | L.E.S.                               | - Contains samples from "Night Moves" by Frank McDonald and Chris Rae - Contains samples from "Child of Tomorrow" by Badder Than Evil |
| 11 | "Braveheart Party"                 | 3:43    | Nas (feat. Mary J. Blige, Jungle & Wiz) | Swizz Beatz                          | |
| 12 | "Rule"                             | 4:32    | Nas (feat. Amerie)                      | Trackmasters                         | - Contains samples from "Everybody Wants to Rule the World" by Tears for Fears, written by Chris Hughes, Roland Orzabal, and Ian Stanley |
| 13 | "My Country"                       | 5:12    | Nas (feat. Millennium Thug)             | Lofey                                | |
| 14 | "What Goes Around"                 | 4:59    | Nas (feat. Keon Bryce)                  | Salaam Remi                          | |
| 15 | "Every Ghetto"                     | 3:28    | Nas (feat. Blitz)                       | L.E.S.                               | - Contains samples from "Main Title" (The Eiger Sanction) by John Williams |
| 16 | "No Idea's Original (Faixa bônus)" | 4:04    | Nas                                     | The Alchemist                        | |
| 17 | "Everybody's Crazy (Faixa bônus)"  | 3:40    | Nas                                     | Rockwilder                           | |

## Histórico nas paradas
Álbum
| Parada (2002)               | Posição de pico |
| --------------------------- | --------------- |
| U.S. Billboard 200          | 5               |
| U.S. Top R&B/Hip Hop Albums | 1               |

Singles
| Ano  | Canção             | Posições nas paradas | Posições nas paradas             | Posições nas paradas | Posições nas paradas |
| Ano  | Canção             | Billboard Hot 100    | Hot R&B/Hip-Hop Singles & Tracks | Hot Rap Singles      | UK Singles Chart     |
| 2002 | "Got Ur Self A..." | 87                   | 37                               | 2                    |                      |
| 2002 | "Ether"            | -                    | 50                               | -                    | -                    |
| 2002 | "One Mic"          | 43                   | 14                               | 10                   | -                    |
| 2002 | "Rule"             | -                    | 67                               | -                    | -                    |